# 年較差
年較差（ねんかくさ、ねんこうさ）は、一定の場所で1年間に観測された最高気温と最低気温の差である。最暖月と最寒月の月平均気温の差を言う場合が多い。
年較差は海洋性立地で小さく、内陸性立地で大きい。また緯度の低い地域で小さく、緯度の高い地域で大きい。赤道付近では年較差5℃以内の地域もあるが、シベリアでは年較差60℃を超える地域もある。